# Per Eckerberg
Per Axel Eckerberg, född 17 augusti 1913, död 22 mars 1990 i Söderköping, var en svensk politiker (socialdemokrat) och ämbetsman. 

## Biografi
Eckerberg var statssekreterare i Socialdepartementet 1950–1956 och landshövding i Östergötlands län 1956–1980. Han var ordförande i Riksbanksfullmäktige 1956–1957, ordförande i Sveriges Radio 1955–1976, i Svenska sparbanksföreningen 1961–1981 och i Allmänna pensionsfondens andra styrelse från 1959.
Bertil Torekull berättar om personen Per Eckerberg och hans betydande insatser i boken Lille hövdingen: Ett ömsint porträtt av Per Eckerberg, vår förste politruk.
Som ordförande i Sveriges Radio beslutade Eckerberg 1959 att man inte skulle sända boxaren Ingemar Johanssons match mot världsmästaren Floyd Patterson. Matchen sändes istället av Radio Luxemburg.
Per Eckerberg är begraven på Kumlaby kyrkogård.

## Fotnoter
1. 1 2 3 4  Sveriges dödbok 1815–2022, nionde utgåvan, Sveriges Släktforskarförbund, december 2023.[källa från Wikidata]
2. ↑  Torekull, Bertil (e-bok 2015) [1991]. Lille hövdingen: Ett ömsint porträtt av Per Eckerberg, vår förste politruk. ISBN ISBN: 9789146229247
3. ↑  Lars-Gunnar Björklund (2006). Minnesluckor. Livsstycken och klacksparkar. Stockholm: Kulturhistoriska bokförlaget. sid. 162. ISBN 91-975749-1-0
4. ↑  ”Per Axel Eckerberg”. Gravar.se. https://gravar.se/forsamling/granna-visingso-pastorat/kumlaby-kyrkogard/k/per-axel-eckerberg-e9055. Läst 5 december 2023.